# ルイーゼ・ピエヒ
ルイーゼ・ピエヒ（Louise Piëch、旧姓：ポルシェ（Porsche）、1904年8月29日 - 1999年2月10日）は、オーストリアの女性実業家である。
ポルシェの創業者、フェルディナント・ポルシェの長女として、オーストリア＝ハンガリー帝国時代のウィーナー・ノイシュタットに生まれる。5歳年下の弟はポルシェの事業を継承し、ポルシェ・356を設計したフェリー・ポルシェ。
1928年、父のビジネス・パートナーであったウィーン出身の弁護士、アントン・ピエヒ（Anton Piëch）と結婚し、4児をもうけた。そのうちの次男はフォルクスワーゲンの元会長フェルディナント・ピエヒ。
夫アントンは1945年、戦争犯罪人としてフランスにより逮捕されている。自身は自動車一族であるポルシェ家と、自身を介して同家の女系傍流となったピエヒ家の事業に永く携わった。